# 3天的休假
是一部2023年上映的韓國奇幻劇情片，由電影《難兄難弟》《我的一级兄弟》導演陆相孝執導，《7號房的禮物》《82年生的金智英》的編劇劉英雅執筆劇本，金海淑、申敏兒主演。影片于2023年12月6日在韩国上映。

## 劇情概要
影片講述孤獨地離開人世的母親福子（金海淑飾）與無意送別母親的女兒珍珠（申敏兒飾），她們的重逢得益於母親獲得上天給予的「休假」。母親在從陰間便一起同行的嚮導帶領下，開始了限期三天的旅行。母親在這期間一直觀察著女兒，女兒雖然看不到母親卻能感受到她就在自己的身邊徘徊。這對母女獲得了新的溝通機會，她們回顧了過去的時光，也分享了現在的苦樂，一起度過夢幻般的時間。

## 演員陣容

### 主要人物
- 金海淑 飾演 朴福子，去世三年後的某一天，福子獲得了世上最特別的休假來到現世，她利用這次休假和女兒度過了特別的三天。[6]
  - 裴海善 饰演 年轻时期的福子
- 申敏兒 飾演 方珍珠，福子的女兒，母親去世後珍珠辭去美國大學教授的職務突然回到鄉下的老家，用母親留下的食譜經營一家家常餐飯館，無論是料理或是修繕房屋她都很拿手。[7][8]
  - 金賢秀 饰演 高中时期的珍珠[9]
  - 朴艺邻 饰演 童年时期的珍珠

### 其他人物
- 姜其永 飾演 向导，他带领福子来到今世并帮助福子度过特别的休假。[7][10]
- 黃寶羅 飾演 美珍，珍珠的死党，因担心突然回到乡下的珍珠而常常陪伴在她身边。[10]
- 車美京 飾演 春芬，朴福子的朋友。
- 金柱憲 饰演 河代理
- 金基天 饰演 老金，珍珠餐馆所在村庄的村民。
- 郑京虎 饰演 朴社长，福子的再婚丈夫，承诺供珍珠读书至博士。
- 朱碩濟 饰演 珍珠的舅舅，福子再婚后由其抚养珍珠。
- 韓利進 饰演 大植，朴社长的儿子。
  - 鄭敏健 饰演 少年时期的大植
- 廉智詠 饰演 恩熙，朴社长的女儿。
  - 李佳妍 饰演 少年时期的恩熙
- 閔庚玉 饰演 老奶奶，珍珠餐馆所在村庄的村民。
- 李恩珠 饰演 福子的雇主
- 朴玉出 饰演 大婶，珍珠餐馆所在村庄的村民。
- 崔宇成 饰演 男客人
- 李瑙雅 饰演 女客人
- 朴姃言 饰演 珍珠的舅妈
- 鄭拉爾 饰演 麦当劳兼职生

### 特别出演
- 朴明勳 饰演 勇植，春芬的儿子。
- 朴贤淑 饰演 给珍珠看诊的精神科医生
- 金榮在 饰演 民旭，珍珠的前男友，其母亲反对福子作为婚礼主婚人致两人分手。

## 製作

### 发展
2019年11月，媒体报道申敏兒与金海淑有望出演《朝韓夢之隊》《7號房的禮物》编剧劉英雅执笔的新片《休假》（휴가），两人在片中饰演母女。该片亦是刘英雅创立的制作公司storyforest
制作的首部电影，计划2020年1月开拍，Showbox投资负责发行。申敏儿于同年12月确认参演。2020年1月，发行商Showbox正式宣布金海淑、申敏儿、姜其永、黃寶羅参演，《我的一级兄弟》的陆相孝担任导演，其中申敏儿与黄宝罗继2012年电视剧《阿娘使道傳》后时隔8年再次合作。同年，朴明勳与車美京分别确认参演。2022年6月，新人演员鄭拉爾确认参演。

### 拍攝
主體拍攝於2020年1月9日開始進行，同年3月24日殺青。

## 發行
该片于2021年11月通过韩国映像物等级委员会的等级审议，并曾計劃於2022年上映。2023年10月13日释出首组剧照，宣布定于12月在韩国上映，韩文片名最终定为《（3天的休假）》。10月20日发布预告海报，确定12月6日在韩国上映。

### 评价
该片上映后不断获得观众的好评，反映CGV院线观众满意度的金蛋指数达到95%，门户网站NAVER的观众评分也高达9.25/10分，观众纷纷留下「充满真情地让人又哭又笑」、「适合年末的既温暖又充满爱意的电影」、「主演演员的演技触动人心」、「导演细腻的调度和平静又打动人心的配乐非常突出」等等好评。韩国电影周刊《Cine21》共有3位专业影评人为该片打分，平均得分5.33/10分。

### 票房
在韩国上映首日（12月6日）动员3万7千余名观众到影院观影，不敌连续15日蝉联票房冠军的《首爾之春》，以单日票房榜第2名的成绩出发。上映首周末（12月8日至11日）收获14万2千余观影人次的票房成绩，位列周末票房榜第二名，在同期上映的电影中排名第一；次周动画电影《宝露露剧场版：超级大冒险》上映，《3天的休假》周末（12月15日至17日）以10万5千余名观影人次的票房成绩位列周末票房榜第三名，累计观影人次超过42万。